# Jordan Ayew
Jordan Ayew (wym. [æˈjjuː]; ur. 11 września 1991 w Marsylii) – ghański piłkarz, występujący na pozycji napastnika w angielskim klubie Leicester City oraz w reprezentacji Ghany. Srebrny medalista Pucharu Narodów Afryki 2015. Półfinalista Pucharu Narodów Afryki 2012 i 2017. Uczestnik Mistrzostw Świata 2014 i 2022 oraz Pucharu Narodów Afryki. Posiada również obywatelstwo francuskie.

## Kariera klubowa
Ayew urodził się we Francji, ale ma pochodzenie ghańskie. Karierę piłkarską rozpoczął w juniorach klubu AS Lyon Duchère. W 2006 roku podjął treningi w szkółce piłkarskiej Olympique Marsylia, a w 2009 roku awansował do kadry pierwszego zespołu Olympique. 16 grudnia 2009 zadebiutował w Ligue 1 w wygranym 2:1 wyjazdowym meczu z FC Lorient (w 63. minucie meczu zmienił Fernando Morientesa). W debiutanckim meczu zdobył gola. W sezonie 2009/2010 rozegrał łącznie 4 mecze w lidze i wywalczył z Olympique Marsylia mistrzostwo Francji. W sezonie 2010/2011 pełni w Olympique funkcję rezerwowego napastnika dla brata André Ayew oraz André-Pierre Gignac. Wraz z Olympique wywalczył Puchar Ligi Francuskiej w 2010 i 2011 roku.
W styczniu 2014 roku został wypożyczony do końca sezonu. Ayew zaczął reprezentować barwy FC Sochaux-Montbéliard. Latem 2014 przeszedł do FC Lorient. W latach 2015-2017 był piłkarzem klubu Aston Villa.
31 stycznia 2017 piłkarz podpisał kontrakt z zespołem Swansea City. W sierpniu 2018 roku został wypożyczony do Crystal Palace, aby rok później przenieść się tam na stałe. Przed sezonem 2024/25 przeszedł do Leicester City.
| Sezon   | Klub                          | Kraj    | Rozgrywki      | Mecze | Bramki | Rozgrywki Europy   | Mecze | Bramki |
| ------- | ----------------------------- | ------- | -------------- | ----- | ------ | ------------------ | ----- | ------ |
| 2009/10 | Olympique Marsylia            | Francja | Ligue 1        | 4     | 1      | -                  | -     | -      |
| 2010/11 | Olympique Marsylia            | Francja | Ligue 1        | 22    | 2      | Liga Mistrzów UEFA | 3     | 0      |
| 2011/12 | Olympique Marsylia            | Francja | Ligue 1        | 34    | 3      | Liga Mistrzów UEFA | 6     | 0      |
| 2012/13 | Olympique Marsylia            | Francja | Ligue 1        | 35    | 7      | Liga Europy UEFA   | 9     | 3      |
| 2013/14 | Olympique Marsylia            | Francja | Ligue 1        | 16    | 1      | Liga Mistrzów UEFA | 5     | 1      |
| 2013/14 | FC Sochaux-Montbéliard (Wyp.) | Francja | Ligue 1        | 17    | 5      | -                  | -     | -      |
| 2014/15 | FC Lorient                    | Francja | Ligue 1        | 31    | 12     | -                  | -     | -      |
| 2015/16 | Aston Villa                   | Anglia  | Premier League | 30    | 7      | -                  | -     | -      |
| 2016/17 | Aston Villa                   | Anglia  | Championship   | 1     | 0      | -                  | -     | -      |
| 2016/17 | Swansea                       | Anglia  | Premier League | 14    | 1      | -                  | -     | -      |
| 2017/18 | Swansea                       | Anglia  | Premier League | 36    | 7      | -                  | -     | -      |
| 2018/19 | Crystal Palace (Wyp.)         | Anglia  | Premier League | 20    | 1      | -                  | -     | -      |
| 2019/20 | Crystal Palace                | Anglia  | Premier League | 37    | 9      | -                  | -     | -      |
| 2020/21 | Crystal Palace                | Anglia  | Premier League | 33    | 1      | -                  | -     | -      |
| 2021/22 | Crystal Palace                | Anglia  | Premier League | 31    | 3      | -                  | -     | -      |
| 2022/23 | Crystal Palace                | Anglia  | Premier League | 38    | 4      | -                  | -     | -      |
| 2023/24 | Crystal Palace                | Anglia  | Premier League | 35    | 4      | -                  | -     | -      |
| 2024/25 | Leicester City                | Anglia  | Premier League | 5     | 0      | -                  | -     | -      |

Stan na: 28 września 2024 r.

## Kariera reprezentacyjna
W reprezentacji Ghany Ayew zadebiutował 5 września 2010 roku w wygranym 3:0 meczu eliminacji do Pucharu Narodów Afryki 2012 ze Suazi, gdy w 73. minucie tego meczu zmienił swojego brata, André Ayewa.
| Mecze i gole w reprezentacji | Mecze i gole w reprezentacji | Mecze i gole w reprezentacji | Mecze i gole w reprezentacji | Mecze i gole w reprezentacji | Mecze i gole w reprezentacji | Mecze i gole w reprezentacji |
| #                            | Data                         | Stadion                      | Rywal                        | Wynik                        | Gol                          | Rozgrywki                    |
| 2010                         | 2010                         | 2010                         | 2010                         | 2010                         | 2010                         | 2010                         |
| ---------------------------- | ---------------------------- | ---------------------------- | ---------------------------- | ---------------------------- | ---------------------------- | ---------------------------- |
| 1.                           | 05.09.2010                   | Lobamba, Suazi               | Eswatini                     | 3:0                          | 0                            | el. PNA 2012                 |
| 2.                           | 10.10.2010                   | Kumasi, Ghana                | Sudan                        | 0:0                          | 0                            | el. PNA 2012                 |

## Życie prywatne
Bracia Jordana Rahim i André, także są piłkarzami. Obaj są reprezentantami Ghany. Pierwszy z nich gra w Lincoln Red Imps, a drugi w Le Havre AC. Ojciec Jordana, Abédi Pelé, także był piłkarzem i rozegrał 73 mecze w kadrze narodowej. W reprezentacji Ghany grał też stryj André, Kwame Ayew.